# Kishida Kazuhito
Kazuhito Kishida (岸田和人 Kishida Kazuhito, sinh ngày 3 tháng 4 năm 1990) là một cầu thủ bóng đá người Nhật Bản thi đấu cho câu lạc bộ tại J2 League Renofa Yamaguchi, ở vị trí tiền đạo.

## Sự nghiệp
Anh là anh em sinh đôi của Shohei Kishida, hiện tại thi đấu cho Sagan Tosu.
Kishida là một cầu thủ xuất sắc. Tại mùa giải 2014, anh ghi 17 bàn, thành vua phá lưới Giải bóng đá Nhật Bản.

## Thống kê câu lạc bộ
Cập nhật đến ngày 23 tháng 2 năm 2017.
| Thành tích câu lạc bộ | Thành tích câu lạc bộ | Thành tích câu lạc bộ | Giải vô địch | Giải vô địch | Cúp                   | Cúp                   | Tổng cộng | Tổng cộng |
| Mùa giải              | Câu lạc bộ            | Giải vô địch          | Số trận      | Bàn thắng    | Số trận               | Bàn thắng             | Số trận   | Bàn thắng |
| Nhật Bản              | Nhật Bản              | Nhật Bản              | Giải vô địch | Giải vô địch | Cúp Hoàng đế Nhật Bản | Cúp Hoàng đế Nhật Bản | Tổng cộng | Tổng cộng |
| --------------------- | --------------------- | --------------------- | ------------ | ------------ | --------------------- | --------------------- | --------- | --------- |
| 2013                  | Machida Zelvia        | JFL                   | 15           | 4            | -                     | -                     | 15        | 4         |
| 2014                  | Renofa Yamaguchi      | JFL                   | 21           | 17           | -                     | -                     | 21        | 17        |
| 2015                  | Renofa Yamaguchi      | J3 League             | 34           | 32           | 0                     | 0                     | 34        | 32        |
| 2016                  | Renofa Yamaguchi      | J2 League             | 23           | 4            | 1                     | 0                     | 24        | 4         |
| Tổng                  | Tổng                  | Tổng                  | 93           | 57           | 1                     | 0                     | 94        | 57        |